# Village Shires
Village Shires is een plaats (census-designated place) in de Amerikaanse staat Pennsylvania, en valt bestuurlijk gezien onder Bucks County.

## Demografie
Bij de volkstelling in 2000 werd het aantal inwoners vastgesteld op 4137.

## Geografie
Volgens het United States Census Bureau beslaat de plaats een oppervlakte van
3,1 km², geheel bestaande uit land.

## Plaatsen in de nabije omgeving
De onderstaande figuur toont nabijgelegen plaatsen in een straal van 8 km rond Village Shires.